# Žutoprugasti lori
Žutoprugi lori (lat. Chalcopsitta sintillata) je vrsta papige iz roda Chalcopsitta. Rasprostranjena je u Indoneziji i Papui Novoj Gvineji. Prirodna staništa su joj tropske ili suptropske vlažne nizinske šume te mangrove šume.

## Opis
Žutoprugi lori najčešće je dug oko 31 centimetar, dok mu težina iznosi 180-245 grama. Oba spola su obično zelene boje te imaju crveno čelo (to je izraženije kod mužjaka). Ima crn kljun, a u području oko oka nalazi se gola koža sive boje. Šarenica oka mu je smeđa. U divljini se hrani nektarom i peludom biljaka kao što su šeflera, sago palma te biljke iz roda Syzygium.

## Taksonomija
Ima tri podvrste:
- Chalcopsitta sintillata chloroptera Salvadori 1876
- Chalcopsitta sintillata rubrifrons Gray,GR 1858
- Chalcopsitta sintillata sintillata (Temminck) 1835